# Movimento pela independência do Quebec

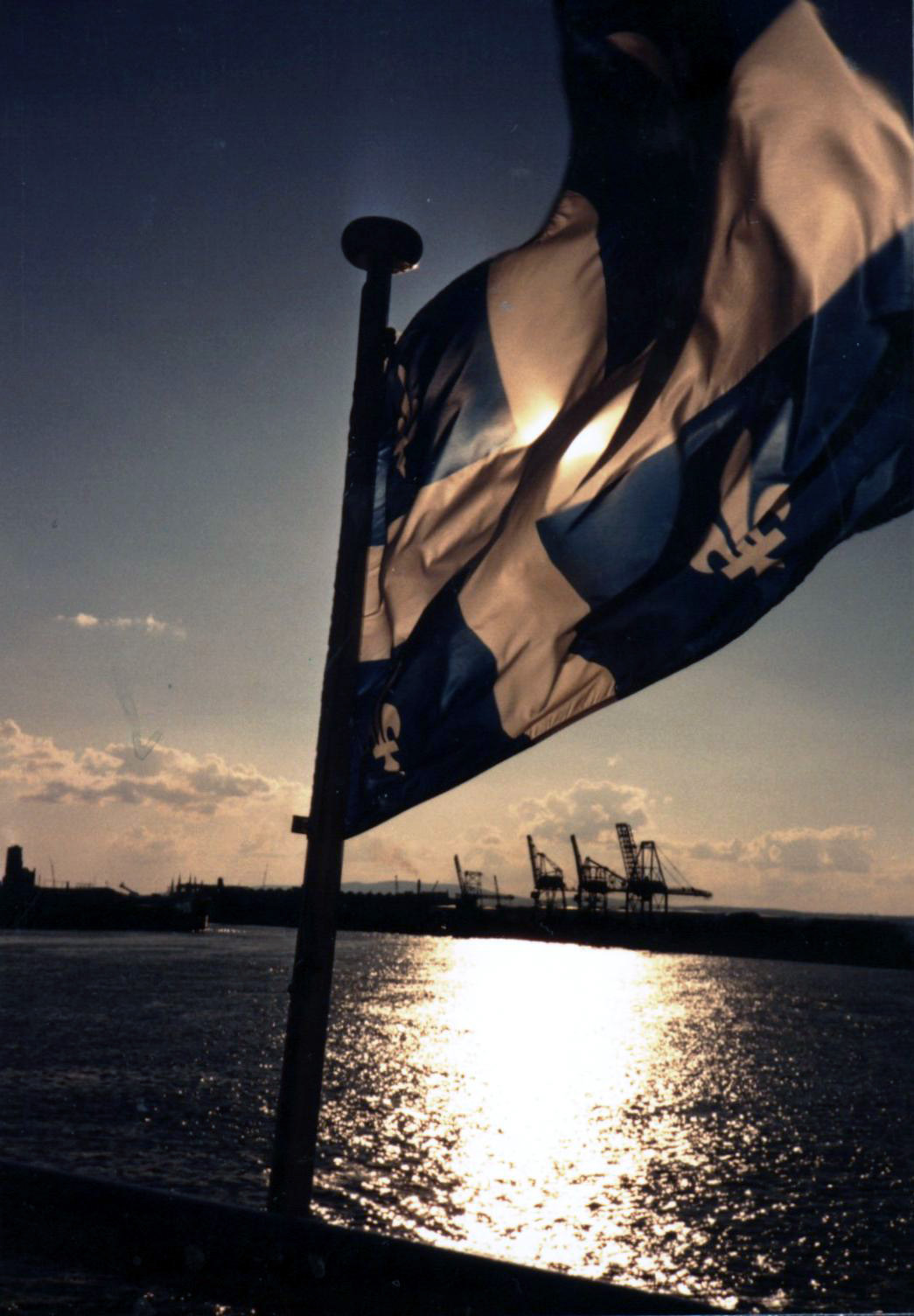
A bandeira do Quebec.

A província do Quebec em rosa-escuro.

O movimento pela independência do Quebec (em francês: Mouvement souverainiste du Québec) refere-se ao estatuto histórico e a situação atual dos movimentos políticos múltiplos e multilaterais que visam à soberania da província canadense do Quebec.
Cerca de 80% da população do Quebec é descendente de franceses. A população do Quebec é em sua maioria católica, ao contrário do resto do país, em que a população em sua maioria é protestante e utiliza o idioma inglês. Outra forte característica é a arquitetura que é muito influenciada pelo estilo francês.
No Quebec há uma grande concentração de franceses, já que por consequência da rivalidade entre franceses e ingleses, as tendências separatistas sempre estiveram presentes na história do Canadá.
Em 1969 ocorreu o reconhecimento e a oficialização da língua francesa no Quebec. Onze anos depois ocorreu um plebiscito para ocorrer o separatismo do Quebec, porém a maioria da população votou contra.
Em 1987, os separatistas conseguiram ter maior autonomia sobre a política e a economia da província. Esse acordo levou à população de outras províncias a se questionarem sobre os direitos adquiridos.